# Büyük Mandıra, Babaeski
Büyükmandıra là một thị trấn thuộc huyện Babaeski, tỉnh Kırklareli, Thổ Nhĩ Kỳ. Dân số thời điểm năm 2011 là 3.688 người.